# 鵜飼貞二
鵜飼 貞二（うかい ていじ、1896年 - 1980年11月17日）は、日本の薬学者（薬化学）。学位は薬学博士（東京帝国大学・1931年）。北陸大学名誉学長、金沢大学名誉教授、静岡薬科大学名誉教授、社団法人日本薬学会名誉会員。
東京衛生試験所技手、兵庫県庁衛生技師、兵庫県庁警察部検疫委員、熊本薬学専門学校教授、金沢医科大学附属薬学専門部教授、金沢医科大学附属薬学専門部主事（第3代）、金沢医科大学附属薬学専門部部長（初代）、金沢大学薬学部教授、金沢大学薬学部学部長（初代）、静岡薬科大学学長（第2代）、学校法人松雲学園理事などを歴任した。

## 概要
愛知県生まれの薬学者である。チアミンがベンゾイン縮合の触媒になることを世界で初めて発見したことで知られている。東京衛生試験所、兵庫県庁を経て、熊本薬学専門学校で教鞭を執り、金沢医科大学の附属薬学専門部では主事に就任した。新制大学の発足に際しては、連合国軍まで巻き込んで、金沢大学をはじめとする各大学の薬学部創設に奔走した。静岡薬科大学では学長に就任し「在職15年間で一流校に発展させた」と評されるとともに、静岡県の製薬業を発展させた立役者の一人としても知られている。

## 来歴

### 生い立ち
1896年（明治29年）、愛知県名古屋市にて生まれた。国が設置・運営する東京帝国大学に進学すると、医学部の薬学科にて学んだ。1921年（大正10年）、東京帝国大学を卒業した。それに伴い、薬学士の称号を取得した。なお、後年になって「ヒノリン、メチールヒノリン及びイソヒノリン水銀誘導體研究補遺」と題した博士論文を執筆しており、1931年（昭和6年）6月27日に東京帝国大学より薬学博士の学位を授与された。

### 薬学者として

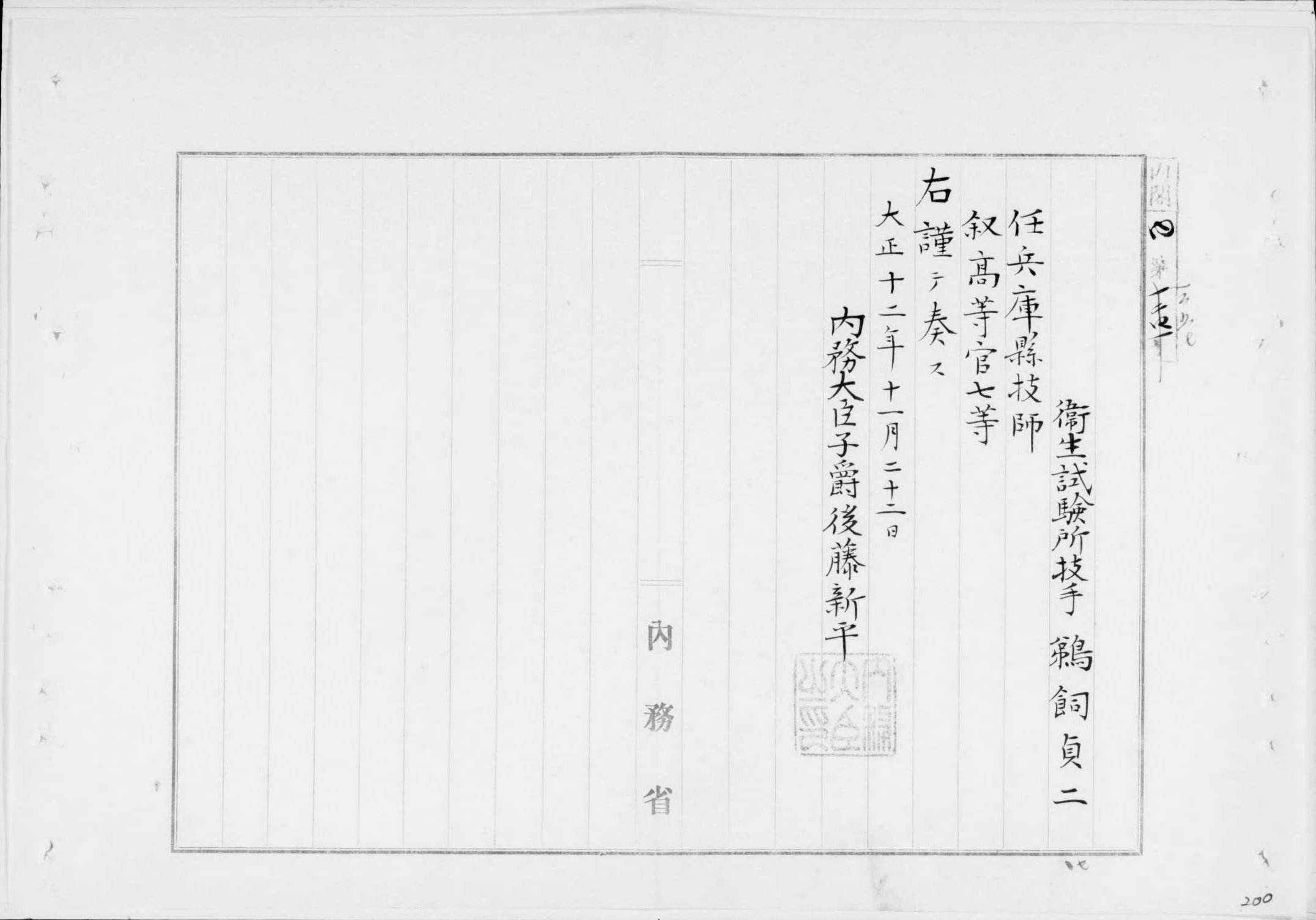
鵜飼を兵庫県技師に任じる裁可書

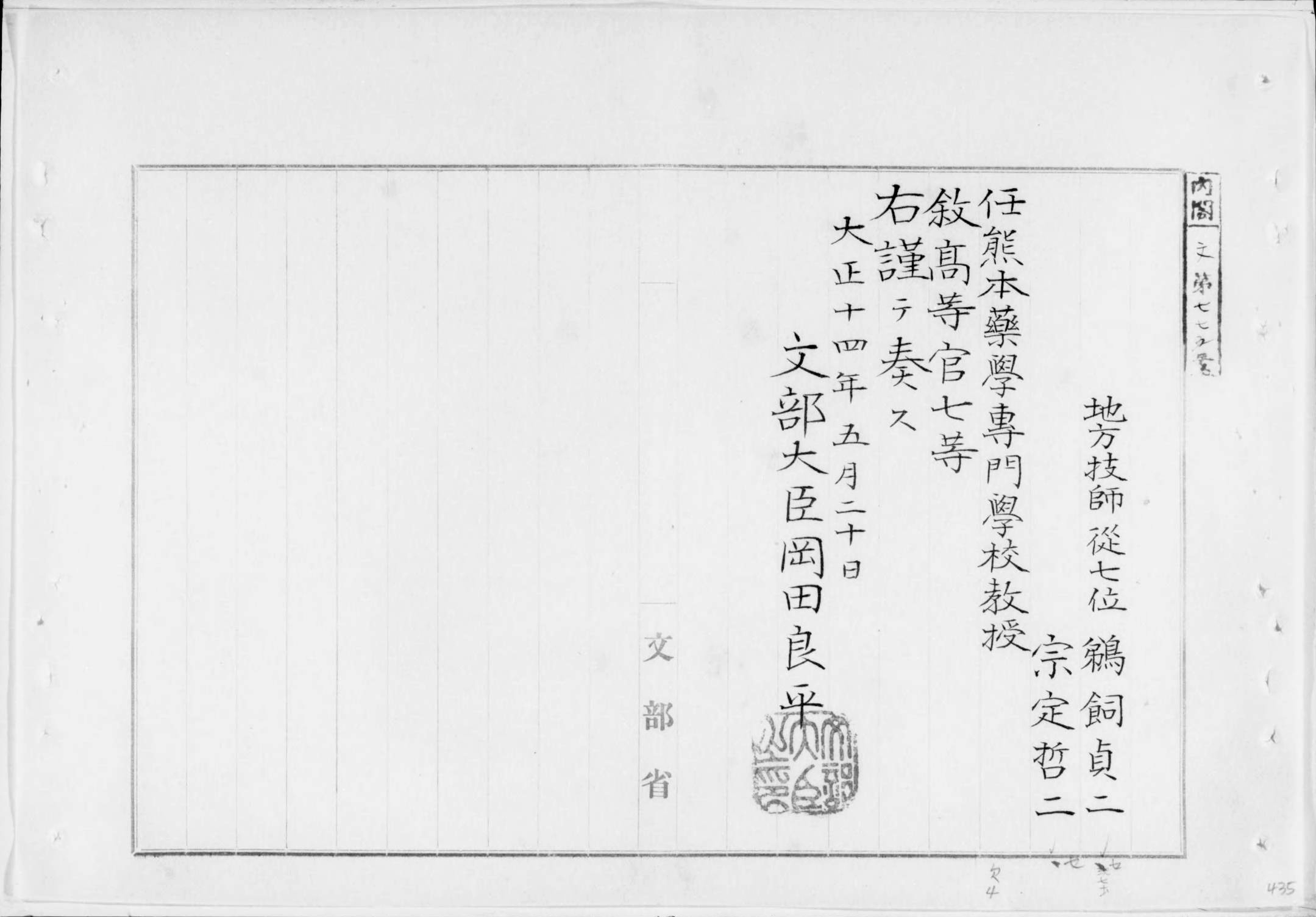
鵜飼を熊本薬学専門学校教授に任じる裁可書

内務省が所管する東京衛生試験所に採用され、技手として勤務した。1923年（大正12年）に兵庫県庁に転じ、衛生技師として勤務した。なお、兵庫県庁の部局である警察部においては検疫委員を務めた。1925年（大正14年）、国が設置・運営する熊本薬学専門学校に転じ、教授として後進の育成にあたった。その後、薬化学について研究するため、1931年（昭和6年）よりドイツ国に渡った。
1939年（昭和14年）、金沢医科大学に転じ、附属薬学専門部の教授に就任した。なお、主事である浅野三千三が1938年（昭和13年）に東京帝国大学に転じていたため、その後任として1939年（昭和14年）より主事を兼務していた。浅野より受け継いだ研究的な学風を維持するとともに、家庭的な雰囲気を保ちつつも厳格な運営がなされていた。
1949年（昭和24年）に金沢大学が設置され、薬学部が発足した。それに伴い、薬学部の教授に就任し、同時に学部長も兼務した。なお、金沢医科大学の附属薬学専門部については、在校生が卒業するまでの間は並行して存続するため、廃止されるまでは部長を兼任していた。1954年（昭和29年）4月12日に金沢大学を退職し、同年に静岡薬科大学の学長に就任した。なお、金沢大学薬学部には学部長選挙規定がまだなかったため、同年4月17日に急遽制定し、同年5月16日に三浦孝次が後任に選出された。
そのほか、公的な役職を多数兼任しており、中央省庁においては文部省の大学設置審議会の委員を務め、地方公共団体においては静岡県薬事審議会にて会長に就任した。そのほか、薬学教育協議会の委員や、公立大学協会の副会長、静岡県産業技術振興会の顧問などを務めた。
その後は北陸大学の創設構想に参画し、薬学部の設立に尽力した。北陸大学の設置者として松雲学園が設立されると、その理事に就任した。これらの功績により、北陸大学より名誉学長の称号を授与された。1980年（昭和55年）11月17日に死去した。

## 研究

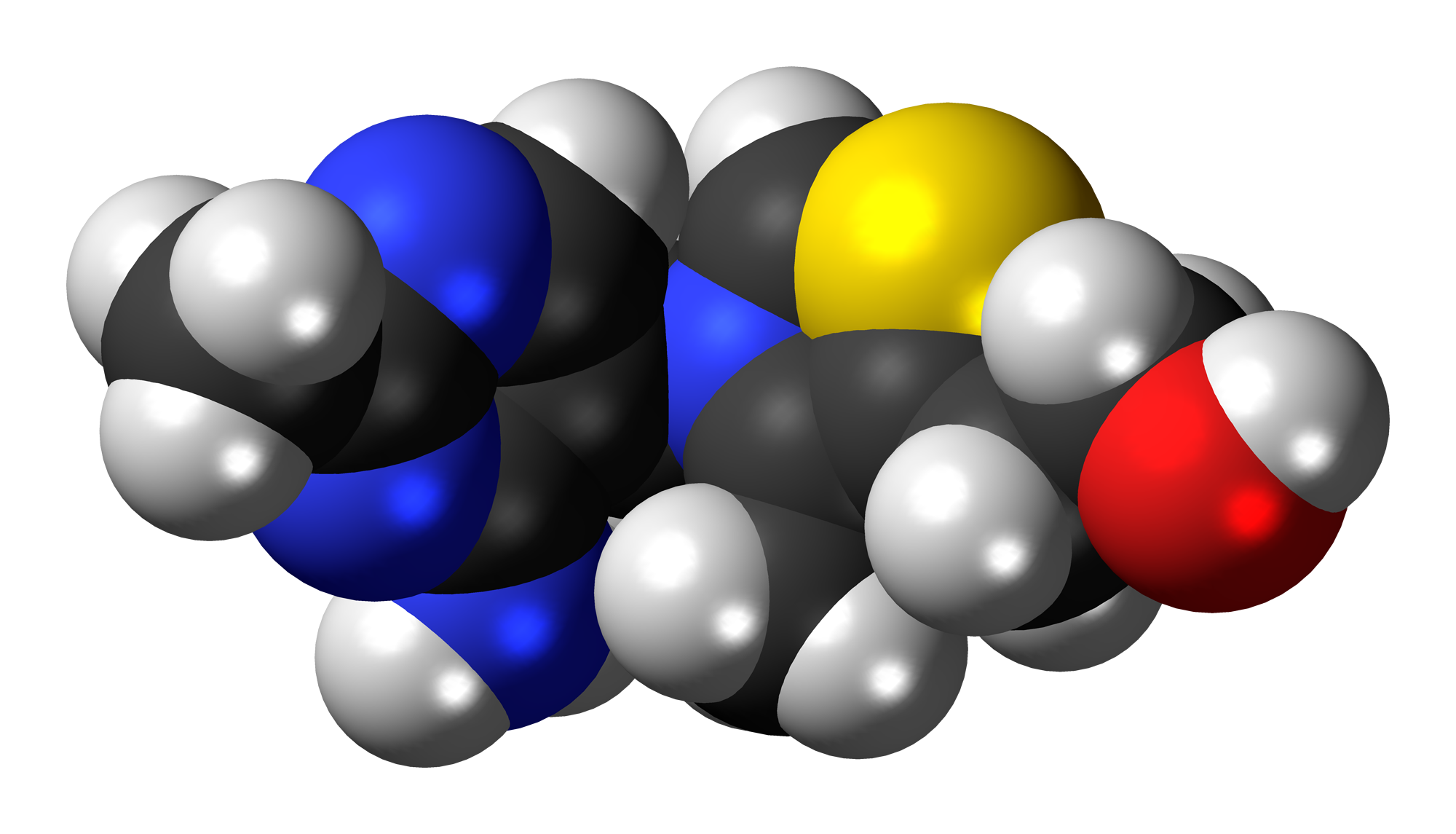
チアミン

専門は薬学であり、特に薬化学といった分野の研究に従事した。太平洋戦争中の1943年（昭和18年）、チアミンがベンゾイン縮合の触媒になることを世界で初めて発見した。やがてチアミンを触媒とするベンゾイン縮合についての研究が各国で盛んに行われるようになり、太平洋戦争終結後の1957年（昭和32年）になって、ロナルド・ブレスロウによりこの反応のメカニズムが実証された。
また、川骨に関する研究で知られており、この研究領域において多くの研究者を輩出した。荒田義雄との共同研究である「川骨成分の研究」が評価され、1958年（昭和33年）4月7日に日本薬学会賞を受賞している。なお、同時に武田賞も受賞している。
学術団体としては日本薬学会に所属しており、1952年（昭和27年）から1958年（昭和33年）まで、および、1960年（昭和35年）、1961年（昭和36年）に評議員を務めた。1959年（昭和34年）には副会頭に就任した。1961年（昭和36年）には有功会員に選出され、1969年（昭和44年）には名誉会員の称号が授与された。また、日本核医学会にも所属しており、評議員などを務めた。

## 人物

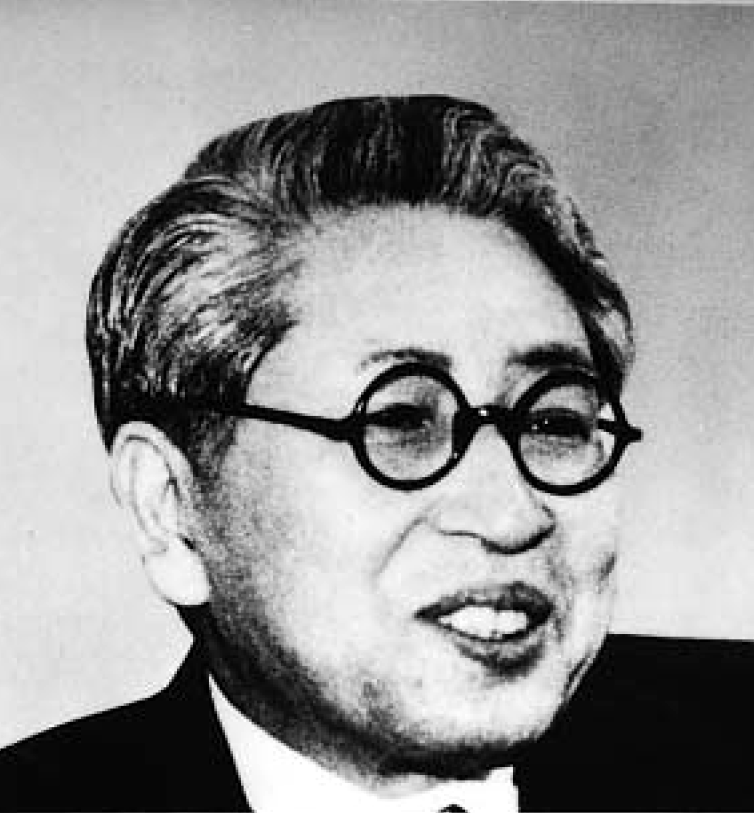
金沢大学薬学部教授在任時の鵜飼

薬学部の設置
日本の大学に薬学部を設置させた人物として知られている。
太平洋戦争終結後、学制改革により旧制専門学校は廃止されることになった。それに伴い、金沢医科大学の附属薬学専門部の大学昇格を求める機運が高まっていた。1947年（昭和22年）に「北陸総合大学設立準備委員会」が発足し、金沢医科大学など複数校を統合して新大学を設立する構想が取り纏められたが、附属薬学専門部は医学部の薬学科に移行する想定となっていた。これに対して、附属薬学専門部のトップを務める鵜飼は、医学部の一学科としてではなく独立した薬学部として移行すべきと主張した。
もともと鵜飼は、附属薬学専門部のカリキュラムに解剖学、細菌学、薬理学、医化学といった医学に関連する講義を次々と開設させていた。さらに薬理学の実習や商品経営学なども取り入れようと構想していたが、そのためには修業年限の延長や医学部からの分離独立が必要と目論んでいた。一方、旧帝国大学からは医学と薬学とをもっと緊密に連携させるべきとの声が上がっており、医学部と薬学部の分離は時代に逆行するとの反論がなされていた。各地の旧制薬学専門学校も、旧帝国大学の主張に倣う風潮が強かった。これに対して鵜飼は、東京大学や京都大学など旧帝国大学も医学部の薬学科を薬学部として分離独立させよと主張した。
しかし、鵜飼の主張は、当初は全く受け入れられなかった。金沢医科大学附属薬学専門部のある石川県においてすら、賛同を得ることができない状況であった。北陸総合大学設立準備委員会委員長を兼任する石川県知事の柴野和喜夫は「薬学はいらない」と主張しており、金沢医科大学学長の石坂伸吉も「医学部薬学科でよいではないか」と主張していた。国においても、文部省から「あんな小さなものを学部にするのか」と批判されていた。当時の状況について、鵜飼は「医学から独立した学部をつくって統合されたいと思って各方面に運動を開始したがほとんど問題にされなかった」と述懐している。
それでも鵜飼は諦めず、薬学部の創設を訴え続けた。金沢医科大学附属薬学専門部の卒業生でもある衆議院議員の三好竹勇を通じて文部大臣に働きかけ、文部省、大蔵省、東京大学医学部教授の緒方章、東京薬学専門学校校長の村山義温らと協議した。しかし、全く合意に至らなかったため、協議の最中にかつての金沢医科大学附属薬学専門部主事である浅野三千三の自宅を訪ね、浅野も交えて協議を続けたという。文部省だけでなく、石川県金沢市にある軍政部にも働きかけており、さらには国会などにも働きかけていた。しかし、鵜飼は「国会方面へも友人や知人を頼って運動を試みたが、結局占領下の国会はGHQのロボットに過ぎないことがわかっただけ」と述べたうえで「これはGHQを動かすほかない」と決意した。そこで山之内製薬取締役の篠原亀之輔らとともに、連合国軍最高司令官総司令部に対して直談判に及んだ。鵜飼は連合国軍最高司令官総司令部の了解を得ることに成功し、総司令部から文部省に対して口添えをしてもらうことになった。これにより、北陸総合大学設立準備委員会が1948年（昭和23年）1月に取り纏めた設立要項には薬学部創設が盛り込まれ、文部省もこれを了承することになった。新大学の名称は「金沢大学」に決まり、東京大学や京都大学などに先んじて独立した薬学部が創設されることになった。
薬学部による製薬業の振興
1948年（昭和23年）10月13日の金沢大学薬学部創設記念会において、鵜飼は「金沢大学薬学部の構想」と題した講演を行った。その際に「特に地方製薬事業の振興に力を注ぎ、優秀な人材を送り出して、将来県下至る所に製薬会社の高い煙突の立つことを期待する」との方針をぶち上げ、石川県の製薬業の振興発展に資する学部を目指すと宣言した。ただし、この鵜飼の構想は地元の理解を得るに至らず、あまりうまくいかずに失敗に終わった。『金沢大学50年史』によれば「この製薬産業興隆の意図は石川県民の気風に合わず成功しなかった」とされている。しかし、鵜飼はこの構想を諦めておらず、静岡薬科大学に学長として着任すると、今度は静岡県の製薬業の振興発展に資する人材の輩出を目指した。『金沢大学50年史』では、静岡薬科大学赴任後の鵜飼の功績に関する記述にて「転任した静岡は立地条件にも恵まれて現在、製薬産業の一大中心地となっている」と描写している。のちに静岡県の医薬品医療機器の生産額は国内一位に達している。
静岡薬科大学の運営
発足したばかりの静岡薬科大学で学長に就任すると、大学の発展に力を注いだ。『金沢大学50年史』によれば、静岡薬科大学赴任後の鵜飼について「無名の県立静岡薬大を在職15年間で一流校に発展させた」と評している。また、鵜飼の門下生であり静岡薬科大学の教員でもあった關屋實は、鵜飼の大学運営について「温厚にして一面厳しく、意欲的に大学の充実に意を注がれ、大学の今日の礎を築かれた」と指摘し「その功績は大きなものがあります」としている。
北陸大学の設立構想
昭和40年代に入ると、石川県に次々と私立大学が設立された。こうした状況を受け、金沢東洋医学研究懇話会において新たな私立薬科大学の設立が構想されるようになった。金沢東洋医学研究懇話会の代表である三浦孝次は鵜飼の後輩であったことから、三浦に相談された鵜飼もこの構想に関わるようになる。特に新大学の教員の確保について、鵜飼が三浦とともに尽力した。三浦をはじめ、田中嘉太郎、高畠参一郎、越浦良三ら主要メンバーと会合を重ね、最終的に北陸大学の新設に漕ぎ着けた。
性格
かつて胸膜炎を罹患したことから、身体的にあまり強靭とは言えなかったという。一方で、精神的には情熱的であったとされる。『金沢大学50年史』には「純情で正義感に富む性格の持ち主」と記されている。
趣味嗜好
絵画や囲碁を嗜んだ。門下生の關屋實と囲碁についてよく語り合ったという。鵜飼の囲碁の腕前について、關屋は「決してお上手な方ではないが、そのような話をするとき心が温まり、敬愛の念を禁じ得ない」としている。

## 門下生
- 關屋實[9]

## 略歴
- 1896年 - 愛知県名古屋市にて誕生[1]。
- 1921年 - 東京帝国大学医学部卒業[3]。
- 1923年 - 兵庫県庁衛生技師[7]。
- 1925年 - 熊本薬学専門学校教授[3][8]。

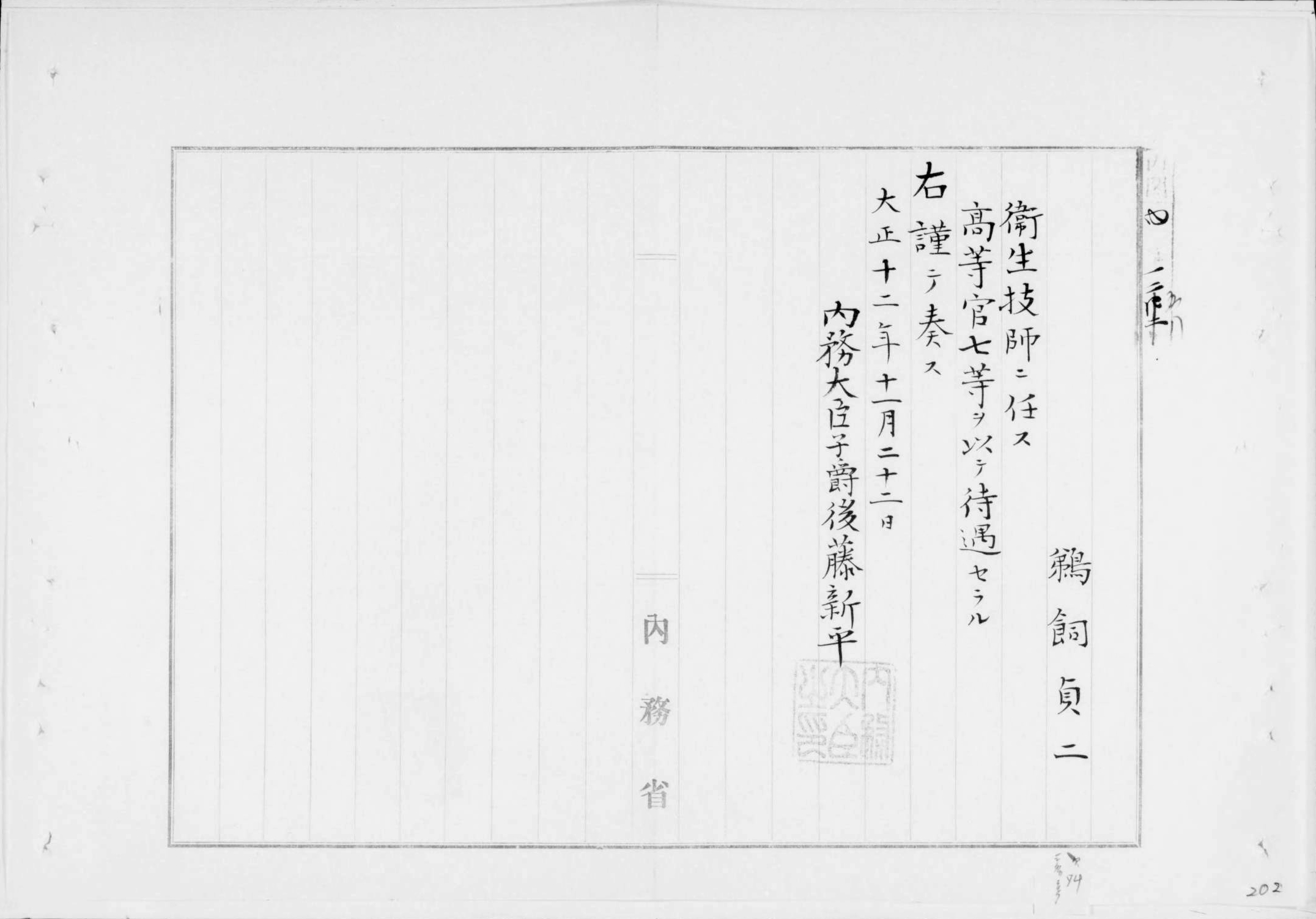
鵜飼を衛生技師に任じる裁可書

- 1939年 - 金沢医科大学附属薬学専門部教授[1][3][9]。
- 1939年 - 金沢医科大学附属薬学専門部主事[1][9][10]。
- 1949年 - 金沢大学薬学部教授。
- 1949年 - 金沢大学薬学部学部長[3][13]。
- 1949年 - 金沢医科大学附属薬学専門部部長[3]。
- 1952年 - 日本薬学会評議員[3]。
- 1954年 - 金沢大学退職[13][14]。
- 1954年 - 静岡薬科大学学長[3][13][14]。
- 1954年 - 静薬同窓会会長[20][21]。
- 1959年 - 日本薬学会副会頭[3]。
- 1960年 - 日本薬学会評議員[3]。
- 1961年 - 日本薬学会有功会員[3]。
- 1969年 - 日本薬学会名誉会員[3]。
- 1980年 - 死去[9][22]。

## 賞歴
- 1958年 - 日本薬学会賞[1][17]。
- 1958年 - 武田賞[17]。

## 著作

### 編纂
- 鵜飼貞二編著『薬学概説』廣川書店、1967年。NCID BN13122866
- 鵜飼貞二編著『薬学概説』改訂版、廣川書店、1971年。NCID BN08776896

### 寄稿、分担執筆、等
- 『静岡薬科大学開学5週年記念論文集』静岡薬科大学、1958年。全国書誌番号:59003297

### 註釈
1. ↑  東京帝国大学は、1947年に東京大学に改組された。
2. ↑  東京大学医学部薬学科は、医学部から分離され、1958年に薬学部が設置された。
3. ↑  薬学士の称号は、1991年7月1日以降の学士（薬学）の学位に相当する。
4. ↑  薬学博士の学位は、1991年7月1日以降の博士（薬学）の学位に相当する。
5. ↑  東京衛生試験所は、1938年に内務省から厚生省に移管された。
6. ↑  東京衛生試験所は、1949年に国立衛生試験所に改組された。
7. ↑  兵庫県庁警察部は、1948年に廃止された。
8. ↑  熊本薬学専門学校は、熊本医科大学、第五高等学校、熊本高等工業学校、熊本師範学校、熊本青年師範学校と統合され、1949年に熊本大学が設置された。
9. ↑  ドイツ国は、1945年に廃止された。
10. ↑  金沢医科大学は、第四高等学校、石川師範学校、金沢高等師範学校、石川青年師範学校、金沢工業専門学校と統合され、1949年に金沢大学が設置された。
11. ↑  静岡薬科大学は、静岡女子大学、静岡女子短期大学と統合され、1987年に静岡県立大学が設置された。
12. ↑  文部省は、科学技術庁と統合され、2001年に文部科学省が設置された。
13. ↑  学校法人松雲学園は、1985年に学校法人北陸大学に改組された。
14. ↑  北陸総合大学設立準備委員会は、1948年に金沢大学実施準備委員会に改組された。
15. ↑  大蔵省は改組され、2001年に財務省が設置された。